# Orzyc (rivière)
Pour les articles homonymes, voir Orzyc.
Orzyc (Orzycz, Orzyca) est une rivière, un affluent droit de la Narew d'une longueur de 142,52 km et une superficie de bassin de 2 077 km².

## Description
La rivière traverse les basses terres de la Mazovie du Nord (pl), dans les voïvodies de Varmie-Mazurie et de Mazovie. Elle s'écoule des marécages de la région des collines de Mława (pl), à l'est de Mława. Elle traverse la plaine de Kurpiowska (pl) et les hautes terres de Ciechanów (pl), traverse les villages de Grzebsk, Chorzele, Małowidz, Jednorożec, Drążdżewo, Janowo, Krasnosielc, Maków Mazowiecki, Stary Szelków, et se jette dans la Narew dans le village de Kalinowo, en contrebas du village de Przeradowo, et au - dessus du village de Zambski Kościelne.
La rivière se caractérise par un courant lent et une légère pente du lit. Ses affluents gauches sont Grabowski Rów et Baranowska Struga, et ses affluents droits sont Tamka, Bobrynka, Ulatówka (pl), Bramura et Węgierka (de).
Dans plusieurs sections, la rivière est navigable. Des sorties en canoë sont organisées.

## Histoire
Au XIXe siècle, la rivière est appelée Uzgierka  .
Dans les années 1930 , la rivière est régularisée sur le tronçon entre Chorzely et Krasnosielc. Les travaux sont exécutés manuellement, à la machine et à l'aide de dynamite.
La rivière est considérée comme la frontière ouest de la forêt de Kurpiowska (pl), mais sur sa rive droite se trouvent également le village kurpie (pl) de Jednorożec et des villes qui ont adopté les traditions kurpies et sont considérées comme frontalières : Połoń, Małowidz, Stegna, Drążdżewo Nowe.